# Dicranella subpycnoglossa
Dicranella subpycnoglossa är en bladmossart som beskrevs av Brotherus 1931. Dicranella subpycnoglossa ingår i släktet jordmossor, och familjen Dicranaceae. Inga underarter finns listade i Catalogue of Life.